# Казанцевська сільська рада (Романовський район)
Каза́нцевська сільська рада (рос. Казанцевский сельский совет) — сільське поселення у складі Романовського району Алтайського краю Росії.
Адміністративний центр та єдиний населений пункт — село Казанцево.

## Населення
Населення — 276 осіб (2019; 336 в 2010, 449 у 2002).